# Dreketi F.C.
Dreketi F.C. là một câu lạc bộ bóng đá Fiji thi đấu ở Senior Division Hiệp hội bóng đá Fiji. Dreketi là một quận của tỉnh Macuata nằm trên đảo Vanua Levu ở Fiji. Đội bóng đang thi đấu ở Giải bóng đá vô địch quốc gia Fiji.
Trang phục của đội bóng là áo sọc đen trắng.

## Lịch sử
Hiệp hội bóng đá Dreketi được thành lập năm 1995, dưới sự điều hành của Chủ tịch Prem Chand. Hiện tại đội bóng được huấn luyện bởi Johan Leewai.

### Đội hình hiện tại
Tính đến năm 2015
Ghi chú: Quốc kỳ chỉ đội tuyển quốc gia được xác định rõ trong điều lệ tư cách FIFA. Các cầu thủ có thể giữ hơn một quốc tịch ngoài FIFA.
| Số | VT | Quốc gia | Cầu thủ           |
| -- | -- | -------- | ----------------- |
| 1  | TM | Fiji     | Ronald Kumar      |
| 2  | TV | Fiji     | Abinesh Chand     |
| 3  | HV | Fiji     | Dike Kalougata    |
| 4  | TV | Fiji     | Mohammed Zaid     |
| 5  | HV | Fiji     | Ilisoni Lolaivalu |
| 6  | TV | Fiji     | Shavneel Chand    |
| 7  | TV | Fiji     | Vikrant Chandra   |
| 8  | HV | Fiji     | Mahendra Lal      |
| 9  | TV | Fiji     | Peni Sokia        |
| 10 | TĐ | Fiji     | Vilikesa Sowane   |
| 11 | TĐ | Fiji     | Rohit Chand       |

| Số | VT | Quốc gia | Cầu thủ             |
| -- | -- | -------- | ------------------- |
| 12 | HV | Fiji     | Kushal Naicker      |
| 13 | TV | Fiji     | Autiko Timuri       |
| 14 | HV | Fiji     | Krishneel Krishna   |
| 15 | HV | Fiji     | Sisa Valesua        |
| 16 | HV | Fiji     | Thomas Steiner      |
| 17 | TĐ | Fiji     | Nemani Kanacagi     |
| 18 | TV | Fiji     | Setareki Sokowasa   |
| 19 | HV | Fiji     | Apisalome Turuva    |
| 19 | TĐ | Fiji     | Sanaila Waqanicakau |
| 19 | TM | Fiji     | Shaneel Naidu       |
| 19 | TM | Fiji     | Petero Namoce       |

## Tiểu sử
- M. Prasad, Sixty Years of Soccer in Fiji 1938 – 1998: The Official History of the Fiji Football Association, Fiji Football Association, Suva, 1998.